# BNT 1
BNT 1 (БНТ 1, "BNT edno") é uma estação de televisão pública de língua búlgara fundada em 1959. Começou a transmitir em 26 de dezembro no mesmo ano. A sede está localizada em Sofia, na Bulgária. O BNT 1 é administrado pela televisão nacional búlgara.
Quando foi inicialmente lançado, o canal foi chamado de simplesmente televisão búlgara (Българска телевизия), pois era o único canal disponível. Quando um segundo canal estatal foi iniciado em 1974, foi renomeado para o Primeiro Programa (Първа програма), e mais tarde para "BT 1" (БТ 1) (com a BT ainda se referindo à Televisão Búlgara). Em 1991, BT 1 e BT 2 receberam desenhos visuais separados e foram renomeados respectivamente para Channel 1 (Канал 1) e Efir 2 (Ефир 2). Neste período, o canal também foi referido como BNT Channel 1 (Канал 1 на БНТ), para mostrar que foi operado pelo BNT. Em 14 de setembro de 2008, o BNT Channel 1 mudou seu nome uma vez mais, desta vez para "BNT 1", em um esforço para colocar todos os canais BNT sob um único banner (por exemplo, o canal de TV Plovdiv se tornará BNT Plovdiv). O segundo canal do BNT chamado BNT2 transmite a programação local dos quatro primeiros centros regionais de televisão e transmite a nível nacional. O BNT1 exibe esportes como a UEFA Europa League, juntamente com a bTV Action e RING. O BNT 1, juntamente com o seu canal irmão BNT 2 e o canal HDTV BNT HD detém os direitos para o Euro e as Olimpíadas.